# Мурзаханова, Карлыгаш Ибрайхановна
Карлыгаш Ибрайхановна Мурзаханова (каз. Қарлығаш Ыбырайханқызы Мырзаханова; 12 июня 1956, Капалский район, Талды-Курганская область, Казахская ССР — 21 июля 2011, Алма-Ата) — советский и казахский филолог, кандидат филологических наук (1988), заслуженный деятель Казахстана (2008).

## Биография
Родилась 12 июня 1956 года в Капальском районе Талды-Курганской области.
В 1980 году окончила филологический факультет Казахского государственного университета им. С. М. Кирова по специальности преподаватель русского языка и литературы.
В 1988 году защитила учёное звание кандидата филологических наук, тема диссертации: «Лексико-фразеологические особенности поэтического языка А. Т. Твардовского»
В 2008 году окончила юридический факультет Казахского университета инновационных и телекоммуникационных систем по специальности юрист.
Автор более 30 публикаций по вопросам филологической экспертизы литературного текста, традиций и новизны в русской литературе, лексикологии, изучения, воспитания, эстетического воспитания национальной аудитории русского языка, теории эмпатии (совместного стресса) в искусстве и образовании и др.

## Трудовая деятельность
С 1980 по 1988 годы — ассистент кафедры русского языка Казахского государственного университета им. С. М. Кирова.
С 1988 по 1994 годы — преподаватель, заведующий кафедрой русского и казахского языков Алматинского медицинского института.
С 1994 по 1995 годы — главный специалист отдела административно-культурных учреждений Советского района города Алматы.
С 1995 по 2000 годы — проректор по учебно-методической и воспитательной работе, первый проректор Казахского государственного института театра и кино им. Т. Жургенова.
С 2000 по 2004 годы — директор СШ № 75 г. Алматы, руководитель управления экспертизы, аккредитации и аттестации (государственного инспектирования и лицензирования) Министерства образования и науки РК.
С 2004 по 2007 годы — руководитель управления формирования нормативной и программно-методической базы дошкольного и среднего общего образования Министерства образования и науки РК.
С 2007 по 2011 годы — директор Алматинского хореографического училища им. А. В. Селезнёва.
Скончалась 21 июля 2011 года в результате убийства.

## Награды и звания
- 2001 — Медаль «10 лет независимости Республики Казахстан»
- 2006 — педагогический медаль имени «Ыбырая Алтынсарина» за заслуги в науке.
- 2008 — Медаль «10 лет Астане»
- 2008 — Указом Президента Республики Казахстан от 10 декабря 2008 года награждена почётным званием «Заслуженный деятель Казахстана» (каз. Қазақстанның еңбек сіңірген қайраткері) за заслуги в науке и заслуги перед государством.[6]
- Благодарственное письмо Первого Президента Республики Казахстан.
- Почётная грамота Министерства образования и науки Республики Казахстан и др.